# Mukai Shinichi
Mukai Shinichi (向 慎一 Mukai Shinichi, sinh ngày 15 tháng 6 năm 1985) là một cầu thủ bóng đá người Nhật Bản. Anh thi đấu cho Nara Club.

## Thống kê câu lạc bộ
Cập nhật đến ngày 20 tháng 2 năm 2017.
| Thành tích câu lạc bộ | Thành tích câu lạc bộ | Thành tích câu lạc bộ | Giải vô địch | Giải vô địch | Cúp                   | Cúp                   | Tổng cộng | Tổng cộng |
| Mùa giải              | Câu lạc bộ            | Giải vô địch          | Số trận      | Bàn thắng    | Số trận               | Bàn thắng             | Số trận   | Bàn thắng |
| Nhật Bản              | Nhật Bản              | Nhật Bản              | Giải vô địch | Giải vô địch | Cúp Hoàng đế Nhật Bản | Cúp Hoàng đế Nhật Bản | Tổng cộng | Tổng cộng |
| --------------------- | --------------------- | --------------------- | ------------ | ------------ | --------------------- | --------------------- | --------- | --------- |
| 2008                  | Tochigi SC            | JFL                   | 23           | 0            | 2                     | 0                     | 25        | 0         |
| 2009                  | Tochigi SC            | J2 League             | 27           | 1            | 1                     | 0                     | 28        | 1         |
| 2010                  | Tokyo Verdy           | J2 League             | 1            | 0            | 0                     | 0                     | 1         | 0         |
| 2011                  | Nagano Parceiro       | JFL                   | 32           | 10           | -                     | -                     | 32        | 10        |
| 2012                  | Nagano Parceiro       | JFL                   | 32           | 10           | 3                     | 1                     | 35        | 11        |
| 2013                  | Machida Zelvia        | JFL                   | 20           | 4            | -                     | -                     | 20        | 4         |
| 2014                  | Nagano Parceiro       | J3 League             | 32           | 2            | 2                     | 0                     | 34        | 2         |
| 2015                  | Nagano Parceiro       | J3 League             | 28           | 1            | 1                     | 0                     | 29        | 1         |
| 2016                  | Nara Club             | JFL                   | 28           | 3            | 2                     | 0                     | 30        | 3         |
| Tổng                  | Tổng                  | Tổng                  | 223          | 31           | 11                    | 1                     | 234       | 32        |